# Tinea phaeonephela
Tinea phaeonephela är en fjärilsart som beskrevs av Edward Meyrick 1927. Tinea phaeonephela ingår i släktet Tinea och familjen äkta malar.
Artens utbredningsområde är Peru. Inga underarter finns listade i Catalogue of Life.